# Santa Fé do Sul
Santa Fé do Sul là một đô thị ở bang São Paulo của Brasil. Fundada em 24 de junho de 1948, Đô thị này nằm ở vĩ độ 20º12'40" độ vĩ nam và kinh độ 50º55'33" độ vĩ tây, trên khu vực có độ cao 370 m. Dân số năm 2004 ước tính là 28 257 người.

## Thông tin nhân khẩu
Dữ liệu dân số theo điều tra dân số năm 2000
Tổng dân số: 26.512
- Urbana: 24.911
- Rural: 1.601
- Homens: 12.900
- Mulheres: 13.612

Mật độ dân số (người/km²): 127,28
Tỷ lệ tử vong trẻ sơ sinh dưới 1 tuổi (trên một triệu người): 14,00
Tuổi thọ bình quân (tuổi): 72,24
Tỷ lệ sinh (số trẻ trên mỗi bà mẹ): 1,96
Tỷ lệ biết đọc biết viết: 89,59%
Chỉ số phát triển con người (HDI-M): 0,809
- Chỉ số phát triển con người - Thu nhập: 0,755
- Chỉ số phát triển con người - Tuổi thọ: 0,787
- Chỉ số phát triển con người - Giáo dục: 0,885

(Nguồn: IPEADATA)

### Sông ngòi
- Sông Paraná

### Các xa lộ
- SP-320- Rodovia Euclides da Cunha
- SP-595- Rodovia dos Barrageiros